# Knud Søndergaard
Pour les articles homonymes, voir Søndergaard.
Knud Søndergaard est un militant sourd au niveau mondial et un ancien président de l'Union européenne des sourds, né le 20 mars 1936 en Danemark.

## Biographie
Knud devient sourd à l'âge de 4 ans et il va à l'école pour les sourds à Nyborg. Il participe au Deaflympics d'été de 1961 avec l'équipe du Danemark dans des compétitions de natation. Puis, il s'engage dans la vie politique pour un poste de président de la fédération danoise des sports des sourds, l'association des sourds danois et l'Union européenne des sourds et également pour un poste de secrétaire du Comité international des sports des sourds. Knud reçoit le Diplôme d'honneur de l'Université Gallaudet le 15 mai 2009 pour ses engagements envers la communauté sourde du niveau mondial et de Danemark.

## Parcours dans la vie politique
- Président de la Union européenne des sourds[4] : 1990-2005
- Président de l'Association des Sourds danois: 1985-?
- Secrétaire général du Comité international des sports des sourds : 1973-1997[5]
- Membre de la Fédération mondiale des sourds :
- Président de la Fédération danoise des sports des sourds[3] : 1971-1979

## Distinctions et récompenses
- Médaille d'honneur en Argent de Deaflympics en 1977[6]
- Médaille d'honneur en or de Deaflympics en 1985[6]
- Prix de Cast Berg en 1992[7]
- Membre honoraire à vie du Comité international des sports des Sourds depuis 1999[8].
- Diplôme d'honneur de l'Université Gallaudet en 2009[9]
- Prix Edward Miner Gallaudet Award par l'Université Gallaudet en 1988[10]